# BC Cygni

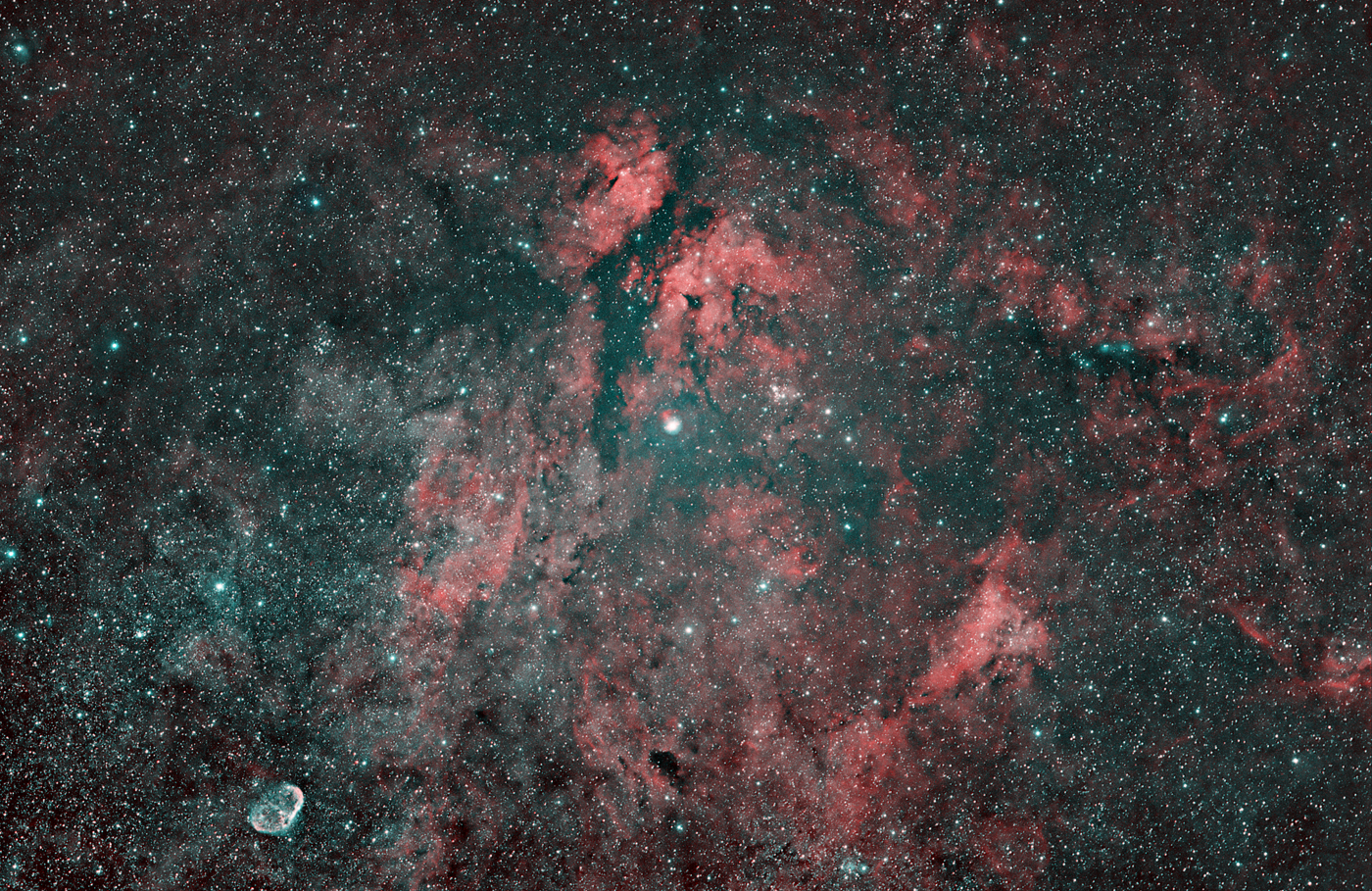
Imagen desde telescopio

BC Cygni (BC Cyg / HIP 100404 / BD+37 3903) es una estrella variable en la constelación del Cisne de magnitud aparente media +9,97. Se la ha considerado miembro de la asociación estelar Cygnus OB1, y dentro de ésta del cúmulo abierto Berkeley 87, lo que la situaría a una distancia de 1500 pársecs (4890 años luz) del sistema solar;
sin embargo, de acuerdo a la medida de la paralaje realizada por el satélite Hipparcos (1,20 milisegundos de arco), BC Cygni se halla a poco más de 2700 años luz.
BC Cygni es una supergigante roja de tipo espectral M3I con una temperatura efectiva de 3570 K.
Es una de las estrellas más grandes conocidas, con un radio entre 1140 y 1230 veces más grande el radio solar. Tomando como referencia este último valor, su radio equivale a 5,7 UA. Si estuviese en el lugar del Sol, las órbitas de los primeros cinco planetas —Júpiter inclusive— quedarían englobadas dentro de la estrella.
No obstante, es superada en tamaño por otras estrellas como VY Canis Majoris o VV Cephei, ambas en nuestra propia galaxia, o WOH G64, en la vecina Gran Nube de Magallanes.
Con una masa de aproximadamente 20 masas solares, se estima que su pérdida de masa estelar —como polvo, ya que el gas atómico y molecular no ha podido ser evaluado— es de 3,2 × 10-9 masas solares por año. Esta masa es un indicador de que esta estrella acabará estallando como una supernova.
Catalogada como una estrella variable pulsante, el brillo de BC Cygni varía entre magnitud +9,0 y +10,8 con un período de 720 ± 40 días. Entre 1900 y 2000 parece haber incrementado su brillo medio en 0,5 magnitudes.